# Tekos (peuple)
Pour les articles homonymes, voir Tekos.
Les Tekos (autrefois appelés Émérillons par les Français, Teko étant leur autoethnonyme) sont l'un des six peuples autochtones amérindiens de Guyane. Ils sont actuellement entre 450 et 500 personnes. De langue et de culture tupi-guarani, ils vivent, comme les Wayãpi dans l'intérieur de la Guyane, à l'est sur le Moyen-Oyapock (village de Camopi), à l'ouest sur le Haut-Maroni et le Tampok (villages d'Élahé, Kayodé, Talhuwen et Twenké).
Le terme Teko désigne la langue des Tekos et veut dire « nous ».

## Histoire

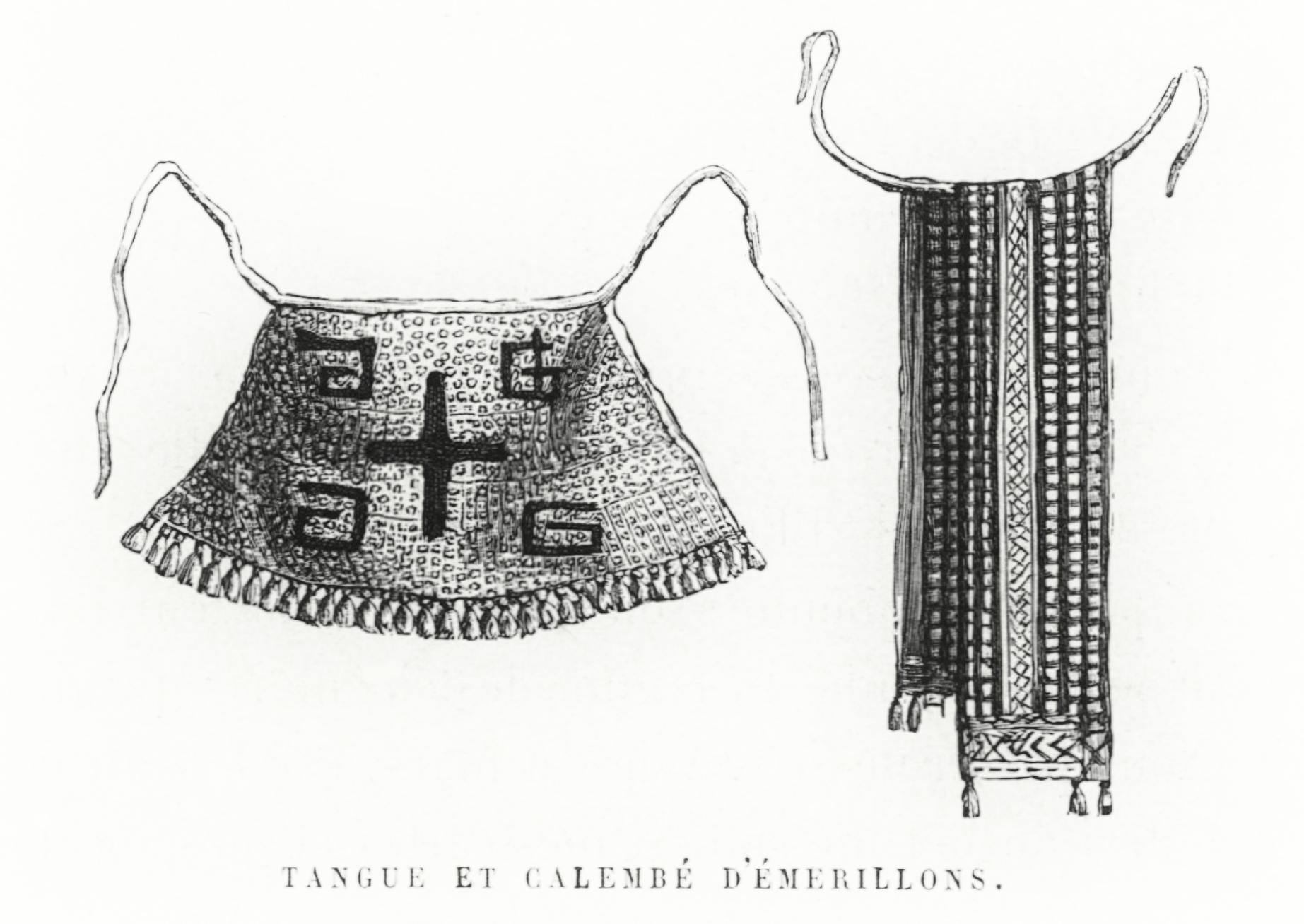
Pagnes émerillons (Tengue à gauche pour les femmes et Calembé à droite pour les hommes).

Selon les travaux de l'ethnologue français contemporain Éric Navet citant ceux de Jean-Marcel Hurault (1917-2005) et du couple Pierre et Françoise Grenand, les ethnologues estiment la présence des Tekos dans l'actuel territoire de la Guyane française au XVIe siècle, issus d'ethnies amazoniennes semi-nomades tupi: Piriu, Norak, Akokwa, Wa'rakupi, Émerillons, Way et Kaikušiana.

### XVesiècle
Selon la tradition orale des Teko eux-mêmes, les ba'ekwöt (récits traditionnels), telle que relatée par James Panapuy, Teko lui-même, l'origine de ce peuple autochtone amazonien serait ancrée sur le littoral guyanais, non loin du peuple Kali'na. Cette tradition orale rapporterait qu'à la suite de l'impossibilité d'une cohabitation pacifique avec les envahisseurs européens, et après plusieurs affrontements, les ancêtres des Teko migrèrent vers le sud durant 200 ans, s'épargnant ainsi le génocide épidémique qui toucha les établissements coloniaux et qui fût la terrible destinée des autres groupes amérindiens Akokwa, Kalana, Kusali, Makwani, Nulak, Palènk, Piliu, Talipi, Wey, Wè entraînés dans les missions jésuites de l'Oyapock (Saint-Paul et Sainte-Foi de Camopi).

### XVIesiècle
En 1596, toujours selon les travaux de James Panapuy, Lawrence Keymis, un marin anglais cabotant de l'Amazone à l'Orénoque, rencontre la tribu des Maworias à l'embouchure de la rivière Wia (Oyack).

### XVIIesiècle
Alors qu'en 1654 les Anglais s'emparent de la Guyane française et qu'elle redevient française en 1664, Joseph-Antoine Le Febvre de La Barre ayant repris Cayenne aux Hollandais, en 1668, le père jésuite Jean Grillet y fonde l'Habitation Loyola, établissement agricole produisant du sucre, du cacao, du café, du coton, de l'indigo et du roucou grâce au travail de 500 esclaves sur plus de 1 000 hectares, à Remire-Montjoly, sur le littoral guyanais. 
En 1674, les pères Grillet et Béchamel, voyageant entre les rivières Approuague et Camopi, entendent parler des Maouriou (« forts barbares »).

### XVIIIesiècle: les Missions Jésuites
En 1704, le père jésuite Lombard « fonde une mission à Kourou, sur la côte, où il met en pratique les principes qui régiront, pour l'essentiel, les autres établissements fondés plus tard sur l'Oyapock ». En 1729, le jésuite Fauque et les cartes d'Anville font référence aux Maourion. En 1731, tandis que le Gouverneur d'Orvilliers mentionne des Mérillon, d'Audiffredy rapporte que « [...] de la Rivière du Maronny [...] des Émérillons descendent du côté de la rivière de Cayenne, essayant de surprendre des Indiens Norak de la région, pour faire des prisonniers et les manger [...] ». En 1732, Des Roses fait référence, dans une missive au ministre de la Marine et des Colonies, aux Meriyou sur la rivière Yary.
À partir de la deuxième moitié du XVIIIe siècle les Teko subirent des raids de la part des amérindiens Kali'na armés par les colons Hollandais en quête d'esclaves.

En 1742, les missionnaires jésuites regroupent les populations amérindiennes, notamment à la jonction de l'Oyapock et du Camopi, sur le site de l'actuelle commune de Camopi. Un certain Chabrillan, de la mission jésuite Notre-Dame-de Sainte-Foi écrivait: 

« Elle est très bien située dans l'angle que forme l'Oyapock, et le Camopi en se rejoignant. La maison du missionnaire est bâtie à la pointe de cet angle. De la salle du missionnaire, on voit les deux rivières. Une des faces donne sur le village, composé alors de cinquante à soixante cases. Les habitants étoient alors assez nouvellement rassemblés ; aucun n'avait encore reçu le baptesme. Il n'y avait point d'église bâtie. Les environs sont assez bien peuplés de sauvages, qui ne paraissoient pas fort disposés à se laisser discipliner. »

 En 1747, évalués à seulement 400 individus, on les estimera en voie d'extinction au XIXe siècle. Ils ne seront « redécouverts » qu'en 1931 (Mission Monteux-Richard). 
En 1750, « le Gouverneur d'Orvilliers, visitant les missions de l'Oyapock, confirme l'extraordinaire diminution du nombre des Indiens, unanimement attribuée aux épidémies de pneumonie ou de grippe ». Les rassemblements artificiels créés dans les missions jésuites de l'Oyapock furent effectivement les principaux foyers de propagation des épidémies qui décimèrent très rapidement la population amérindienne de l'intérieur.
À partir des années 1760 et 1767 l'ethnonyme se stabilise dans les écrits du médecin du roi à Cayenne, Patris, de Simon Mentelle, et du gouverneur De Fiedmond.
Les activités des jésuites cesseront à la suite de la décision du Parlement de Paris suivie par celle de Louis XV en 1764, entraînant la disparition de l'Habitation Loyola vers 1770.
Au tournant du siècle, ce sont cette fois les Wayãpi agissant pour les portugais qui se livrent à une chasse aux Teko pour les soumettre à l'esclavage.
Selon l'ethnologue Jean-Marcel Hurault « cinquante ans suffirent (1730-1780) pour anéantir presque totalement le peuplement indien du bassin de l'Oyapock ».

### XIXesiècle: en voie de disparition
De 1809 à 1817, la Guyane est occupée par les Portugais qui détiennent le Brésil.

À partir de 1822 (Milthiade), puis 1834 (Leprieur), 1835 (Adam De Bauve), 1857 (de la Monderie), 1856 (Marin, Mazin), 1879 (Jules Crevaux), 1893 (Henri Coudreau), 1910 (Jules Tripot) et 1935 (René Grébert), tous les explorateurs, épistoliers, chroniqueurs et auteurs sont d'accord sur le même exonyme et ses variantes d'accents: Emérillon, Émerillon ou Émérillon. Cependant, en 1849, le rapport de M. Bagot, commerçant, témoigne: 

« Les Émerillons sont établis dans le Camopi ; cette nation a presque entièrement disparu. Depuis les sorties fréquentes des Bonis, depuis l'apparition de ces derniers, personne n'a fréquenté le Camoupi dans la crainte de rencontrer les Bonis, de manière que les Émerillons ont été abandonnés par les voyageurs colporteurs. Ils ont manqué de vêtements, le rhume s'est emparé d'eux, les fluxions de poitrine. Ils ont manqué de vivres ; je les ai vus, il y a dix-huit mois, dans la plus affreuse misère, n'ayant pas même d'outils pour faire leurs abattis, de vivres, nus comme des vers ; le peu de manioc qu'ils retrouveraient dans leurs anciens abattis, ils le mangeaient presque cru, faute de platine (...) Doit-on s'étonner maintenant que depuis dix ans, les trois-quarts sont morts (Bagot, 1849). »

En 1855, Félix Couy découvre le premier site aurifère de Guyane sur un affluent de l'Approuague.

### XXesiècle: stratégies de survie
En 1910, le Dr Jules Tripot rencontre les Émerillons (Teko) sur l'Awa et son ouvrage Au pays de l'or, des forçats et des peaux-rouges contient les premières photos publiées des Teko et nombre d'informations sur leur tradition orale. 
De 1910 à 1930, plus de dix mille chercheurs d'or écumeront la forêt guyanaise.

#### Années 1930
Mais ce sera la mission Monteux-Richard qui durant les années 1931-1932 reprendra contact avec les Teko. Membre de cette expédition, Jacques Perret publiera en 1933 le premier article scientifique qui leur est consacré dans le Journal de la Société des américanistes. Une importante collecte d'objets Teko a fait l'objet, à son retour, d'une exposition au Musée de l'Homme à Paris, collection aujourd'hui (2015) transférée au musée des arts premiers du quai Branly.

#### Années d'après guerre
Quinze ans plus tard, le préfet de Guyane, Robert Vignon, en poste de 1947 à 1955 (fort de son expérience en Guyane française il sera nommé Préfet de Tizi Ouzou en Kabylie en 1958) affirme la nécessité d'équiper les centres de regroupements, avec, « par ordre d'importance, un prêtre, un médecin et un instituteur »,, 

« Les prêtres constituaient avec les médecins et les instituteurs [écrira-t-il plus tard dans ses mémoires] l'admirable trilogie qui catalyse la population. C'était la base d'une vie sociale normale,. »

 Dans les années 1950-1960 les survivants Teko frôlent le seuil d'extinction avec à peine cinquante individus. Le processus d'extinction démographique menaçant l'ensemble des populations amérindiennes du département fût enrayé par les campagnes médicales et sanitaires de vaccination et de prévention anti-paludique menées, notamment, par les docteurs E. Bois et A. Fribourg-Blanc.

#### Années 1960
À partir de 1965, le conseil général de la Guyane décide que « toutes les populations soient uniformément assimilées au statut français [...] pour soumettre ces populations à notre loi et les intégrer à notre système économique » (Hurault, 1970). Par le décret du 17 mai 1969, le territoire de l'Inini instauré par les autorités françaises en 1930 est supprimé pour être divisé en communes françaises classiques.

#### Années 1970
En 1972, le jeune voyageur Michel Aubert, remontant l'Opayock, écrit: 

« C'est en effet un peuple en voie de disparition (...) Plus rien ne peut sauver les Émerillons. Mauperrat /sic/, leur chef, voit chaque année son peuple disparaître. Dans dix ans les Émerillons auront vécu. »

En 1975, dans un projet de scolarisation des populations tribales de Guyane, le Vice-Rectorat de Cayenne écrit:

« La légitimité de notre œuvre de scolarisation n'est plus à démontrer: le fait que nous ayons déjà ouvert, avec succès, près de 15 classes auprès des populations tribales permet de considérer que ce problème est déjà résolu. D'ailleurs, l'expérience a mis en évidence le désir de ces populations d'apprendre à s'exprimer en Français, à lire, à écrire et à compter, ce qui est la manifestation extérieure d'une aspiration plus profonde: celle de vivre dans une société plus moderne et de profiter du confort et des techniques que les contacts avec notre civilisation leur ont fait connaître »

Dans les faits, tels que constatés et relatés par  l'ethnologue Éric Navet, 

« la quasi-totalité des enfants émerillons fréquentent aujourd'hui l'école de Saint-Georges et sont hébergés dans un home religieux. Le résultat, bien visible lorsque ces enfants viennent en vacances à Camopi, est un vide culturel. Habillés de robe ou de pantalons, car ils ont appris à avoir honte de leur corps, ils déambulent, inactifs sur les chemins; ils se tiennent à l'écart des fêtes à cachiri, déjà exilés de leur propre culture, condamnés de toute façon à la marginalité puisque la ville ne leur est pas vraiment ouverte »

#### Années 1980
Au début des années 1980, à l'occasion d'un rush aurifère sur l'Oyapock, les commerçants brésiliens installent leurs commerces de l'autre côté de la frontière avec le Brésil.
En 1984, l'instauration des Travaux d'Utilité Collective à Camopi favorise la multiplication d'emplois salariés (canotiers, mécaniciens, agents de voirie, etc.) qui vont déstructurer l'ensemble des activités traditionnelles (notamment la chasse, la pêche collective à la nivrée et la mise en culture des abattis), les employeurs (commune, département, gendarmerie) sanctionnant les absences injustifiées. Par contre favorisera l'arrivée de divers objets électroniques (postes à transistor, lecteurs de cassettes audio, etc.) achetés de l'autre côté de la frontière, et surtout la forte consommation d'alcool (rhum, bière, whisky et alcool brésilien) qui aggravera les tendances suicidaire de près de 10 personnes poussées au désarroi moral jusqu'à la pendaison. Au 26 mai 1989, 80 personnes seules ou unités familiales bénéficiaient à Camopi du Revenu minimum d'insertion distribué, selon Éric Navet, « par un homme politique local [...] sans souci, apparemment, des conséquences » dramatiques sur les personnes.

#### Années 1990
Selon l'ethnologue Jean-Marcel Hurault, « ce petit groupe [aurait] en partie perdu sa culture originale » par assimilation, évaluation ethnographique qui n'est guère partagée au XXIe siècle par les ethnologues contemporains Éric Navet et Perle Møhl pour qui les Teko « témoignent d'une forte inventivité et font preuve de créativité, ce qui montre qu'il s'agit d'un peuple non seulement résistant mais pleinement vivant ». En effet, nous savons aujourd'hui par James Panapuy que, face à la décadence démographique les menant tout droit à l'extinction, les chefs teko auraient décidé, afin d'assurer la survie de leur peuple, de redévelopper les anciennes stratégies traditionnelles d'alliance matrimoniale, avec, notamment, leurs voisins amérindiens Wayana et Wayãpi. 
En 1990, le nombre des habitants de Camopi s'élève à 748 habitants.
En 1997, conséquence du développement de l'orpaillage illégal, des chercheurs en biologie détectent un taux de mercure très élevé dans les échantillons de cheveux prélevés auprès des habitants de Camopi (Voir sur le sujet la description de la situation sanitaire des Wayanas).
En 1998, à la demande du maire et conseiller régional UMP, Joseph Chanel, un camp militaire du 3e RIE de la Légion Étrangère comportant 600 soldats et 280 légionnaires permanents est installé sur le territoire de la commune.

### XXIesiècle: le retour desMakan

#### Années 2000
Dans les années récentes (1990-2019), les Teko développent également, entre tradition et modernité, de multiples initiatives culturelles prouvant leur vitalité : association culturelle Kobue Olodju (« Nous existons »), studio d'enregistrement de chants traditionnels et contemporains, compagnie de danse traditionnelle, la Compagnie Teko Makan (du nom d'une société guerrière d'hommes spécialement entraînés au combat pour protéger les villages Teko, doués de pouvoirs extraordinaires et appelés makan), compagnie de théâtre Les Singes Hurleurs, ainsi que de nombreuses activités artisanales ancestrales utilitaires (couleuvre à manioc, vanneries, calebasses, mortiers, plumasserie, jouets d'enfants) et symboliques (ciels de case de l'artiste Ti'iwan Couchili), etc.).
Alors que de 2002 à 2008 se déroulent des opérations de la gendarmerie nationale contre des sites illégaux d'orpaillage, en 2006, la population de la commune de Camopi s'élève à 1 414 habitants.
Le 28 février 2007, est créé officiellement le Parc amazonien de Guyane.
En février 2008 se déroule l'Opération Harpie contre l'orpaillage illégal.

#### Années 2010
En 2013, sous le mandat du maire René Monnerville, un jumelage de la commune de Camopi est envisagé avec la commune alsacienne de Muttersholtz. Du 18 au 25 septembre 2013, des membres de l'association Kumaka et de l'association Teko Makan, le maire René Monnerville, l'artiste plasticienne traditionnelle Ti'iwan Couchili et des représentants du Parc amazonien de Guyane, se rendent en Alsace à l'invitation de l'association des étudiants de l'Institut d'Ethnologie de l'Université de Strasbourg.
Le 7 février 2015 est inauguré sur le territoire de la commune une entreprise de constructions en bois de type carbet.
Le 30 novembre 2015, un rapport parlementaire de la sénatrice de Seine-Saint-Denis, Aline Archimbaud et de la députée d'Ille-et-Vilaine, Marie-Anne Chapdelaine, s'inquiète du nombre élevé de suicides parmi les jeunes amérindiens de Guyane française et présente 37 propositions.
En 2016, alors que la population de Camopi compte désormais 1 787 habitants recensés, la piste d'aviation en béton du village est achevée. Elle sera ouverte officiellement au public en 2017.
En 2018, à la suite du jumelage envisagé avec la commune de Muttersholtz, la compagnie Bardaf! se rend à Camopi et les jeunes Teko Makan de la jeune troupe de théâtre des Singes Hurleurs se rendent à Muttersholtz pour y présenter un spectacle.
En 2019, Les Singes Hurleurs se produisent au Camp de la Transportation à Saint-Laurent-du-Maroni et sur la place du village de Camopi les 24 et 28 juillet après un mois de création passé aux côtés des artistes de la compagnie Bardaf!.

## Langue
Selon l'ethnologue Éric Navet, « tous les Teko pratiquent leur langue, mais la quasi-totalité parle d'autres langues comme le français, le créole guyanais, le portugais du Brésil et les langues amérindiennes voisines (wayana et wayãpi) ».

## Culture

### Alapukup
La tradition orale des Tekos a élaboré une riche cosmogonie dont l'essentiel s'illustre dans un mythe de création où Wîlakala, le pouvoir créateur, rêva de créer une « Terre sans mal », nommée Alapukup : un monde sans douleur, sans maladie, sans mort, sans travail, où tous les désirs sont immédiatement satisfaits, où toute tâche s'accomplit sans effort et où la fête est permanente...

### Une société d'abondance
Traditionnellement les Teko pratiquent la chasse, la pêche, l'agriculture sur brûlis et la collecte. Le gibier est abondant et varié (singes, pécaris, tapirs, daguets, agoutis, perroquets, toucans, iguanes, caïmans, etc.).
De décembre à juillet ils pratiquent également la pêche à l'hameçon et au filet.
D'août à novembre ils pratiquent les pêches collectives à la nivrée.
La culture sur brûlis suppose la préparation des abattis par débroussaillage par les hommes tandis que les femmes viennent planter puis récolter les nombreux produits cultivés dont le manioc amer, l'igname violet, la patate douce, la canne à sucre, les bananes, le maïs ainsi que du tabac, du coton, du roseau, du roucou, etc..

### Padze
Selon la tradition orale Teko, intronisé par Wîlakala, le premier chamane Teko est appelé padze, qui, par le recours au rêve et aux psychotropes suscitant le voyage chamanique, a accès privilégié au monde des esprits: les kaluwat, les kulupit, les dzawatetěng, les těbetsi, nombreux dans les forêts et collines. C'est le padze qui, par son savoir thérapeutique, ses chants et son pouvoir, rétablit les équilibres perturbés. Il remplit ainsi plusieurs fonctions :
- Fonction préventive et propitiatoire.
- Fonction diagnostique étiologique, notamment par le rêve.
- Fonction thérapeutique et modératrice.
- Fonction sociale et pédagogique.
- Fonction rituelle, cérémonielle et festive[49].

### O'at
Les parents Teko, respectueux des interdépendances entre l'ensemble des êtres vivants, respectent des interdits, notamment alimentaires, le père évitant les travaux risqués et fatigants, particulièrement durant les derniers mois de grossesse de sa compagne, les Teko pensant qu'il doit préserver son énergie vitale pour en faire profiter son enfant.
L'accouchement se déroule dans un abri construit par le mari aux abords du village, la parturiente étant assise, soutenue par les aisselles, sur un morceau de tronc de bananier, assistée par sa mère. « Il naît » se dit précisément en Teko o'at : « Il tombe ».
Dès la délivrance de la mère, le père commence un jeûne de trois jours, allongé dans son hamac, afin de détourner sur lui l'attention des esprits avides de s'en prendre à la jeune âme tout juste née, tout en communiquant sa vitalité à son enfant: c'est la couvade. Afin de ne pas attirer les « esprits » le nouveau-né ne sera ni nommé ni exhibé publiquement.
Le père a jeun subira également l'épreuve du maraké.

### Enfance et éducation
Nourri au sein et rarement frustré, le nourrisson Teko pleure rarement. Porté sur la hanche par sa mère dans un porté-bébé en filet de coton, il est fréquemment accueilli par les autres bras de sa famille, notamment ceux de son père toujours très attentionné. Tous les membres de sa famille jouent avec lui(elle), le(la) cajole, le(la) baignant constamment dans l'univers sensoriel très riche et varié du milieu amazonien. Tant qu'il(elle) ne tiendra pas debout, afin de ne pas attirer l'attention des esprits, les kaluwat, on ne le nommera qu'à l'aide de termes d'adresse ordinaux génériques :
- Ponãng : premier fils ;
- Kudjãbuku : première fille ;
- Pi'a : deuxième fils ;
- Kudjataí : deuxième fille ;
- etc.

Enfin nommé, l'enfant portera plusieurs noms dont un « nom secret » attribué par les grands-parents, souvent un nom d'ancêtre. Plus tard, au fil des années et des événements, il portera également d'autres noms et surnoms attribués par ses copains et ses fréquentations.

### Culture immatérielle

#### Chants et récits
James Panapuy rapporte que les ba'ekwöt (récits traditionnels) font état des guerres d'autrefois, et comment un groupe clanique, les Meleyõtsili-apam, prit la tête d'une coalition de six autres clans au sein d'une hiérarchie bien établie. Décrits comme mince et musclés ils étaient chargé de protéger l'ensemble des clans alliés:
- Le clan des patates douces blanches
- Le clan des fourmis tapidja'i
- Le clan des tapirs
- Le clan des singes hurleurs
- Le clan des Awalanakã[53]

### Artisanat traditionnel

#### Vannerie
Tressée en arouman (schnosiphon obliquus) nommé íluwí, la couleuvre à manioc, tepitsi, est une vannerie tubulaire utilisée pour extraire par pressage la maniotoxine de la pulpe de manioc amer (Manihot utilissima) râpée.
Les Teko tressent également diverses vanneries de rangement dont le manaré batutu à motif.

#### Calebasses de cuisine
Provenant du fruit du calebassier, les calebasses de cuisines, kudja'i, ornées de motifs traditionnels, servent essentiellement à la consommation de la bière de manioc, le cachiri.

#### Plumasserie
Selon Éric Navet, « la plumasserie était autrefois un art florissant chez les Teko », mais partiellement perdu, cet art traditionnel est aujourd'hui emprunté aux traditions wayanas et wayãpi. Ainsi, traditionnellement réservée aux hommes, la couronne de plumes kanetat réalisée avec le duvet de gorge du toucan (Rhamphastos vitellinus) est aujourd'hui portée par les femmes Teko à l'occasion des fêtes et des danses.

## Politique environnementale
Les chefs coutumiers Wayana et Teko des villages d'Élahé, Kayodé, Taluwen et Twenké se sont prononcés pour le classement du sud de la Guyane en Parc amazonien de Guyane à la condition que leurs territoires soient inclus dans la zone Cœur de Parc afin d'y interdire tout orpaillage (29 décembre 2005). Celui-ci, polluant fortement l'environnement par le mercure, y est théoriquement déjà interdit mais illégalement pratiqué.

## Situation sanitaire

### Intoxication au Mercure
Les Amérindiens de Camopi subissent les conséquences de l'orpaillage illégal qui pollue durablement au mercure la chaîne alimentaire (notamment les poissons aïmaras largement pêchés et consommés). Les situations étant identiques, voir sur le sujet les chapitres intitulés Menaces et Santé de l'article concernant les Wayanas.

### Suicides des jeunes
Le 30 novembre 2015, à la suite de nombreux suicides de jeunes Amérindiens, Aline Archimbaud, députée de Seine-Saint-Denis et Marie-Anne Chapdelaine, sénatrice d'Île-et-Vilaine rendent un rapport parlementaire au Premier ministre.

### Littérature orale
- Odile Renault-Lescure, Françoise Grenand et Éric Navet (ill. Frits Stjura), Contes amérindiens de Guyane, Conseil international de la langue française, coll. « Fleuve et flamme », 1987, 160 p. (ISBN 978-2-85319-184-5).
- Ti'iwan Couchili et Didier Maurel, Contes des indiens Emérillon =Teko mba'ekwölakom, Conseil international de la langue française, coll. « Fleuve et flamme », 1994, 152 p. (ISBN 978-2-85319-255-2).

### Documents
- Régis Verwimp, Les Jésuites en Guyane française sous l'Ancien Régime, 1498-1768, Matoury, Ibis Rouge, 2011, 339 p. (ISBN 978-2-84450-387-9).

### Études
- Hélène Clastres, La terre sans mal.Le prophétisme tupi-guarani, Paris, Éditions du Seuil, 1975
- Nancy Flowers, « Emerillon », dans J. Wilbert, Encyclopedia or World Cultures Vii South America, Boston, G. K. Hall & Co, p. 158-159
- Éric Navet, Ike Munanam. Il était une fois...la "dernière frontière pour les Peuples Indiens de Guyane Française., Epinal, NITASSINAN, 3e trimestre 1990, 118 p., p. 14.
- Ti'iwan Couchili, Didier Maurel et Éric Navet, Vannerie et Mathématiques en Guyane, Guyane, Éditions Malupahpan, 2013
- Ti'iwan Couchili, Le Jaguar et le Tamanoir, Dzawapinim o'olam Tamadua, Paris, L'Harmattan, coll. « Contes des 4 vents », 2014
- J.M. Hurault et P. Frenay, « Les Indiens Émerillons de la Guyane Française », Journal de la Société des Américanistes, t. LII,‎ 1963, p. 133-156.
- Jean-Marcel Hurault, Français et Indiens en Guyane, 1604-1972, Paris, UGE (10/18), 1972.
- Éric Navet, Camopi, commune Indienne ? La politique "indienne" de la France en 1984, Paris, Diffusion Inti, 1984.
- Jacques Perret, « Observations et documents sur les Indiens Emerillon de la Guyane française », Journal de la Société des Américanistes, vol. 25, nos 25-1,‎ 1933, p. 65-98.
- (en) Perle Møhl, Omens and effect : divergent perspectives on Emerillon time, space and existence, Egreville, Semeïon, 2012, 318 p. (ISBN 979-10-90448-02-5)
- Isabelle Tritsch, Dynamiques territoriales et revendications identitaires des amérindiens Wayapi et Teko de la commune de Camopi (Guyane française) (thèse de géographie), Pointe-à-Pitre, Université des Antilles et de la Guyane, 2013, 438 p.
- Colette Riehl Olivier (dir.) et Julien Mathis (préf. de Jean Malaurie et René Monnerville), Guerriers de la paix, les Teko de Guyane : Éric Navet, 40 ans d'ethnologie, Paris/Strasbourg, Association d'Ethnologie de l'Université de Strasbourg, Alter'Natives Network et  éd. Boréalia, 2016, 2016, 192 p. (ISBN 979-10-93466-10-1)

### Mémoires
- Robert Vignon, Gran Man Baka, Davol, 1985.
- Robert Vignon, Grand chef blanc de la Guyane, éditions du Ver Luisant, Danièle Hoô-Alluin, 2009.

### Filmographie
- (en) Perle Møhl, Confluences : Émerillon of French Guiana, The Royal Anthropological Institute, Londres, 2007, 1 h 18 min (DVD)
- Julien Mathis, "Teko, Ethnologues & Cie", in Guerriers de la paix, les Teko de Guyane - Éric Navet, 40 ans d'ethnologie, 2016, 3h (DVD inséré au livre cité plus haut)

#### Droit international
- Anthropologie juridique, Coutume, Savoirs traditionnels
- Peuple autochtone, Droit des peuples autochtones (Déclaration des droits des peuples autochtones)
- Génocide culturel, Génocide des peuples autochtones
- Terra nullius, Doctrine de la découverte, Colonialisme, Colonisation, Décolonisation, Néocolonialisme, Droit des peuples à disposer d'eux-mêmes

#### Études théoriques
- Études postcoloniales, Études décoloniales, Guerres de l'histoire